# Edgar Miles Bronfman
Pour les autres membres de la famille, voir Famille Bronfman.
Cet article possède un paronyme, voir Edgar Bronfman.
Pour les articles homonymes, voir Bronfman.
Edgard Miles Bronfman (20 juin 1929 – 21 décembre 2013) est un homme d'affaires canado-américain. Il est un membre de la famille Bronfman.

## Biographie
Né à Montréal, dans la famille juive canadienne des Bronfman, il est le fils de Samuel Bronfman et de Saidye Bronfman. Son père est le fondateur de la Distillers Corporation Limited qui devient en 1928 la Seagram Company Ltd..
Il étudie d'abord au Trinity College School de Port Hope en Ontario pour se diriger ensuite vers le Williams College, puis à l'Université McGill, de laquelle il sort diplômé en 1951.

## Carrière

### Seagram

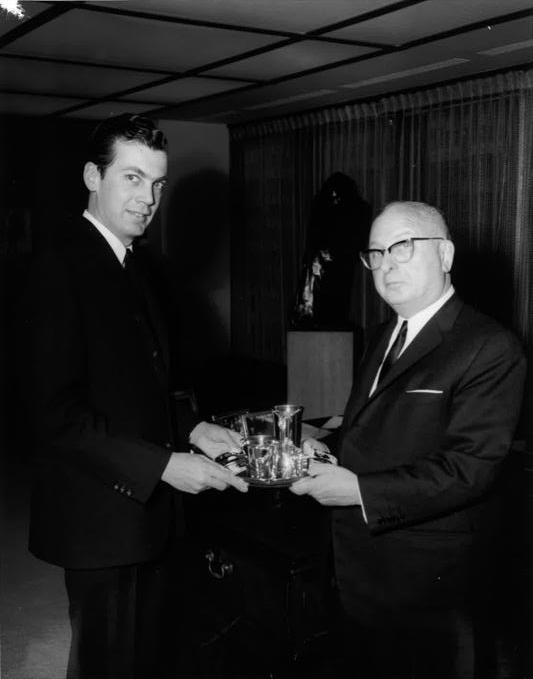
Edgar et son père Sam Bronfman.

Il entre dans l'entreprise familiale en 1951. En 1957, il fait son entrée dans la haute direction de l'entreprise, lui permettant d'améliorer la qualité des produits vendus par la compagnie, d'améliorer et d'augmenter la distribution dans de nouveaux pays.
À la suite de la mort de son père en 1971, il le remplace à la tête de la compagnie en tant que président, trésorier et directeur de la Distillers Corporation-Seagrams Ltd. Il occupe ces fonctions jusqu'en 1994, lorsque son fils Edgar Bronfman Jr lui succède.

## Congrès juif mondial
En 1979, il est pressenti pour remplacer le président du Congrès juif mondial. D'abord par intérim, il devient officiellement le président en 1981, poste qu'il occupe jusqu'en 2007.
Durant son mandat, il devient le premier représentant de cette organisation à parler devant la tribune des Nations Unies en 1982. De plus, après l'élection de Mikhaïl Gorbatchev en 1985, il se rend à Moscou pour favoriser l'émigration des Juifs d'URSS. Il renouvèle l'expérience en 1988 en rencontrant à Moscou le ministre soviétique des Affaires étrangères, Edouard Chevardnadze.
Durant son mandat, il travaille activement à forcer les banques suisses à restituer les biens de familles des victimes de l'Holocauste et également à mener des campagnes dans le but de retrouver des criminels de guerre nazi, ce qui l'amena, entre autres choses, à dénoncer le passé nazi du président autrichien Kurt Waldheim, en 1986.

## Vie personnelle
Bronfman fut marié cinq fois dont deux fois avec sa troisième épouse.
Sa fille, Clare Bronfman, a été condamnée en 2020 pour ses relations avec une secte d'esclaves sexuels.

## Récompenses
En 1986, le gouvernement de la France le fait chevalier de la Légion d'honneur.
En octobre 1988, il reçoit l'Étoile de l'amitié des peuples par le président est-allemand Erich Honecker.
En août 1999, il reçoit du président américain Bill Clinton la médaille présidentielle de la Liberté.
En 2000, il reçoit la Leo Baeck Medal pour ses actions humanitaires, sa promotion de la tolérance et de la justice sociale.
En 2005, il reçoit la Hillel Renaissance Award.

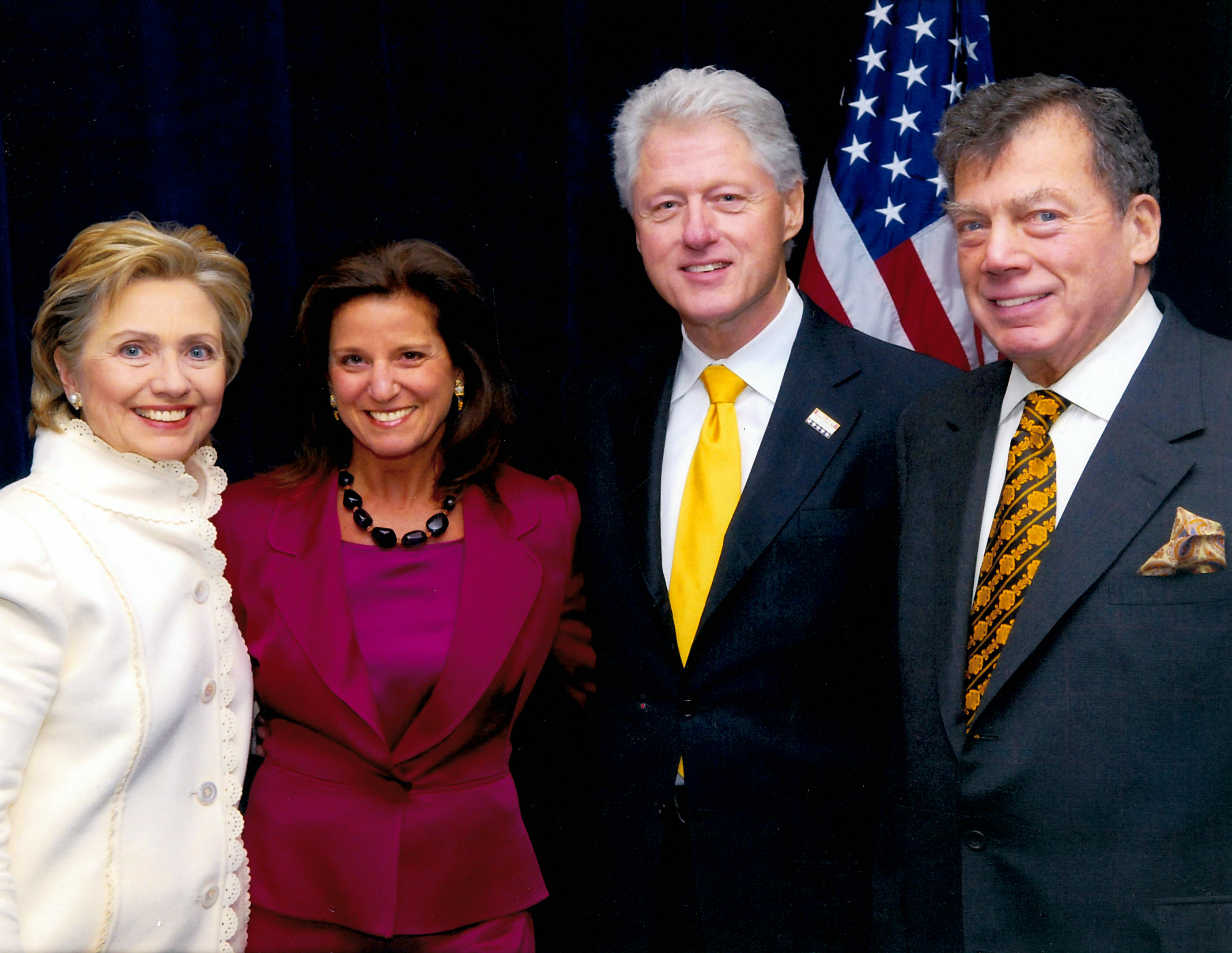
En 1999, avec Bill Clinton et Hillary Clinton.
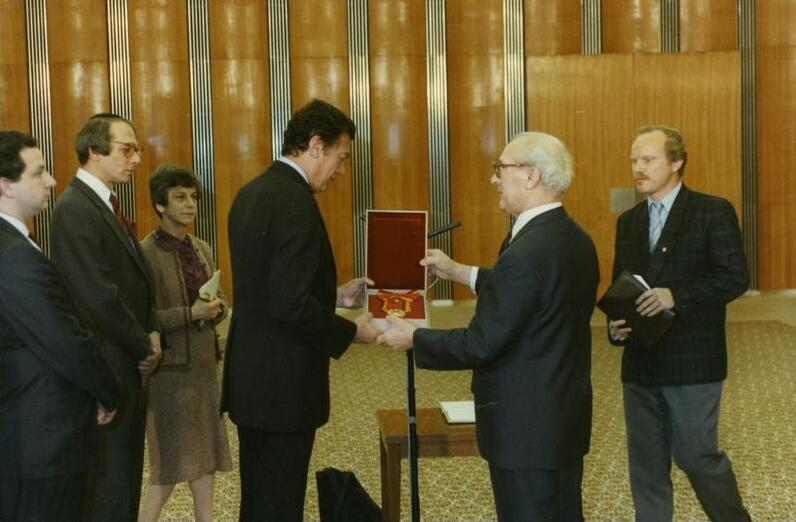
En 1988, avec Erich Honecker (Bronfman est le quatrième en partant de la gauche).

## Articles et apparitions télévisuelles
Bronfman contribua en tant qu'invité au blogue du The Huffington Post et fut un chroniqueur régulier du Washington Post.
Il fit aussi quelques apparitions au talk-show de Charlie Rose.